# New Delhi-metallo-bèta-lactamase
Bacteriën die het gen voor het enzym New Delhi-metallo-bèta-lactamase of NDM-1 bij zich dragen zijn resistent tegen vrijwel alle bekende antibiotica. Bacteriën met dit gen zijn aangetroffen in onder meer India en Pakistan. Deze bacteriën zijn veelal naar andere landen verspreid door personen die een goedkope cosmetische behandeling ondergingen in ziekenhuizen waar slechte hygiëne heerst.

## Ontdekking
NDM-1 was als eerste ontdekt in 2008 bij een patiënt die werd overgeplaatst van India naar Zweden met een Klebsiella pneumoniae-infectie.
De meest voorkomende bacteriën met het NDM-1-enzym zijn Escherichia coli en Klebsiella pneumoniae. Het gen blaNDM-1 dat codeert voor dit enzym is aangetoond in plasmiden en kan in dat geval makkelijk worden overgedragen aan andere bacteriën.

## Functie
Het gen produceert carbapenemase, een metallo-bèta-lactamase. Dit is een enzym dat door hydrolyse antibiotica uit de beta-lactamfamilie inactiveert. Deze antibiotica waren tot voor kort in staat om de meeste bacteriën te doden door remming van de synthese van een van hun celwandlagen.
De volgende groepen antibiotica worden inactief gemaakt door het enzym:
- cefalosporinen
- penicillinen
- carbapenem

Het lijkt er op dat de antibiotica polymyxine en tigecycline vaak nog wel werkzaam zijn.
Recent bleek dat een nieuw maar nog experimenteel antibioticum met de werknaam GSK 299423 mogelijk ook werkzaam is. Deze stof blokkeert de werking van het bacteriële topo-isomerase.

## Landen
Bacteriën met het NDM-1-enzym zijn tot nu toe gevonden in Pakistan, Bangladesh, Australië, India, Verenigde Staten, Japan, Zuid-Korea, Canada, Groot-Brittannië, Frankrijk, België en Nederland.